# Orbea taitica
Orbea taitica är en oleanderväxtart som beskrevs av Peter Vincent Bruyns. Orbea taitica ingår i släktet Orbea och familjen oleanderväxter. Inga underarter finns listade i Catalogue of Life.